# Engenheiros do Hawaii
Engenheiros do Hawaii est un groupe brésilien de rock, originaire de Porto Alegre, dans le Rio Grande do Sul, actif entre 1985 et 2008. Il atteint une grande popularité avec sa musique ironique et critique, chargée de paroles fortement sémantiques reposant souvent sur des jeux de mots. Le chanteur et bassiste Humberto Gessinger est le dernier membre fondateur du groupe encore dans la bande.

## Histoire

### Première phase
Le groupe est formé en 1985 par quatre étudiants de l'école d'architecture UFRGS - Humberto Gessinger (chant et guitare), Carlos Stein (guitare), Marcelo Pitz (basse) et Carlos Maltz (batterie). Le premier concert du groupe a lieu le 11 janvier 1985.
Le nom Engenheiros do Hawaii est choisi en référence aux étudiants en génie qui portaient des shorts de style surfeur.
Dès avril 1986, le groupe commence à enregistrer des démos et à les envoyer à des stations de radio de la capitale, notamment Ipanema FM, qui accepte de diffuser dans son programme des chansons qui ne sont pas enregistrées professionnellement. Ils enregistrent six morceaux : Causa Mortis et Engenheiros do Hawaii, en avril ; Spravo, en mai ; Segurança, en juin ; et Nada a Ver et Sopa de Letrinhas, en juillet. Spravo, Segurança et Sopa de Letrinhas deviennent des succès locaux et le groupe commence à tourner à l'intérieur de l'État, ce que la plupart des groupes de la capitale ne font pas. Avec le buzz qu'ils obtiennent lors de leurs concerts et les morceaux qu'ils jouent à la radio, ils sont invités à participer à Rock Unificado, un festival de groupes qui a lieu au gymnase de Gigantinho le 11 septembre 1985. Ce festival est très important pour la scène locale, car il marque le début de la nationalisation du rock du Rio Grande do Sul. Dix groupes se sont produits et un recruteur de RCA, présent au concert, sélectionne quatre d'entre eux — plus DeFalla, qui ne participe pas au concert — pour participer à une compilation qui serait publiée au niveau national, Rock Grande do Sul,,.
Pour des raisons personnelles, Marcelo Pitz quitte le groupe avant le début de l'enregistrement du deuxième album, remplaçant ainsi le guitariste Augusto Licks, obligeant Humberto à jouer de la basse.
Le line-up Gessinger, Linkcs and Maltz (GLM) est le line-up classique du groupe et aussi le line-up le plus populaire et le plus populaire, resté ensemble pendant l'album A Revolta dos Dândis (1987) notamment

### Deuxième phase
En 2004, Engenheiros do Hawaii publie le CD-DVD Acústico MTV. L'acoustique comprend des apparitions spéciales des musiciens Humberto Barros (orgue Hammond) et Fernando Aranha (guitares). Ce dernier avait déjà fait une apparition spéciale sur l'album précédent. Ce disque se distingue des autres par le fait qu'il n'y a pas d'invités spéciaux, mais seulement des invités « fraternels » : Clara Gessinger, la fille de Humberto, partage le chant avec son père sur le morceau Pose (interprétée avec une partie des paroles coupées) et Carlos Maltz, cofondateur et ancien batteur d'Engenheiros, qui chante avec Gessinger sur le morceau Depois de Nós, dont il est l'auteur. Outre les grands succès comme Infinita Highway, Somos Quem Podemos Ser et O Papa É Pop, et les chansons récentes comme Surfando Karmas e DNA et Até o Fim, l'album contient les morceaux O Preço et Vida Real, toutes deux tirées de l'album Humberto Gessinger Trio. Enfin, l'album contient également les morceaux inédits Armas Químicas e Poemas et Outras Frequências. Pendant la tournée Acústico, Paulinho Galvão quitte le groupe et est remplacé par Fernando Aranha ; aux claviers, le jeune Pedro Augusto remplace Humberto Barros, qui faisait déjà partie du backing band de Kid Abelha.

## Membres

### Derniers membres
- Humberto Gessinger - voix, mandoline, alto caipira, basse, accordéon, pédale MIDI, talk box, harmonica, guitare, piano (1984-2008)
- Gláucio Ayala - batterie, chant (2001-2008)
- Fernando Aranha - guitare (2004-2008)
- Pedro Augusto - claviers (2005-2008)

### Anciens membres
- Carlos Stein - guitare (1984-1985)[9]
- Marcelo Pitz - basse, chant (1984-1987)[10]
- Augusto Licks - harmonica, guitare, claviers, pédale MIDI (1987-1994)[11]
- Carlos Maltz - batterie, percussions, voix (1984-1996)[12]
- Ricardo Horn - guitare (1994-1996)[13]
- Fernando Deluqui - guitare et chant (1995-1996)[14]
- Paolo Casarin - claviers et accordéon (1995-1996)
- Luciano Granja - guitare (1996-2001)
- Adal Fonseca - batterie (1996-1997 et 1998-2001)
- Lúcio Dorfman - claviers et voix (1997-2001)
- Paulinho Galvão - guitare (2001-2005)
- Bernardo Fonseca - basse (2002-2008)

## Discographie

### Albums studio
- 1986 : Longe Demais das Capitais
- 1987 : A Revolta dos Dândis
- 1988 : Ouça o Que Eu Digo: não Ouça Ninguém
- 1990 : O Papa é Pop
- 1991 : Várias Variáveis
- 1992 : Gessinger, Licks e Maltz
- 1995 : Simples de Coração
- 1996 : Humberto Gessinger Trio
- 1997 : Minuano
- 1999 : ¡Tchau Radar!
- 2002 : Surfando Karmas e DNA
- 2003 : Dançando no Campo Minado

### Albums live
- 1989 : Alívio Imediato
- 1993 : Filmes de Guerra, Canções de Amor
- 2000 : 10.000 Destinos
- 2004 : Acústico MTV
- 2007 : Novos Horizontes

### DVD
- 1993 : Filmes de Guerra, Canções de Amor
- 2000 : 10.000 Destinos
- 2002 : Clip Zoom
- 2004 : Acústico MTV (Engenheiros do Hawaii)
- 2007 : Novos Horizontes

## Singles
- 1986 : Toda Forma de Poder
- 1987 : A Revolta dos Dândis I
- 1987 : Infinita Highway
- 1987 : Refrão de Bolero
- 1987 : Terra de Gigantes
- 1988 : Ouça o que Eu Digo: Não Ouça Ninguém
- 1989 : Somos Quem Podemos Ser
- 1989 : Alívio Imediato"
- 1990 : O Papa é Pop
- 1991 : Era um Garoto que Como Eu Amava os Beatles e os Rolling Stones
- 1991 : Herdeiro da Pampa Pobre
- 1991 : Muros e Grades
- 1991 : Piano Bar
- 1991 : Ando Só
- 1992 : Ninguém = Ninguém
- 1992 : Parabólica
- 1992 : Até Quando Você Vai Ficar
- 1993 : Realidade Virtual
- 1993 : Quanto vale a vida?
- 1995 : A Promessa
- 1995 : Simples de Coração
- 1997 : A Montanha
- 1999 : Alucinação
- 1999 : Eu Que Não Amo Você
- 2000 : Números
- 2002 : 3ª do Plural
- 2003 : Até o Fim
- 2004 : Vida Real